# Adelphomyia flavella
Adelphomyia flavella là một loài ruồi trong họ Limoniidae. Chúng phân bố ở miền Cổ bắc.